# Rohan: Blood Feud
| Системные требования | Системные требования                                                                                             | Системные требования                                                                                             |
| -------------------- | --- | --- |
|                      | Минимальные | Рекомендуемые |
| Windows              | | |
| ОС                   | Windows XP с Service Pack 3 или Windows Vista с Service Pack 2 или Windows 7                                     | Windows XP с Service Pack 3 или Windows Vista с Service Pack 2 или Windows 7                                     |
| ЦПУ                  | Intel Pentium 4 2.4 ГГц, AMD Sempron 2.0 ГГц                                                                     | Intel Pentium 4 2.4 ГГц, AMD Sempron 2.0 ГГц                                                                     |
| Объём ОЗУ            | 512 МБ или (для Windows XP), 1.0GB и выше (для Windows Vista и Windows 7)                                        | 512 МБ или (для Windows XP), 1.0GB и выше (для Windows Vista и Windows 7)                                        |
| Место на диске       | 6 GB свободного пространства                                                                                     | 6 GB свободного пространства                                                                                     |
| Видеокарта           | Direct3D 9.0c-совместимая видеокарта 128 Мб (или больше) NVIDIA® GeForce® FX или выше; ATI Radeon™ 9600 или выше | Direct3D 9.0c-совместимая видеокарта 128 Мб (или больше) NVIDIA® GeForce® FX или выше; ATI Radeon™ 9600 или выше |
| Звуковая плата       | 100%-я DirectX 9.0c-совместимая звуковая карта                                                                   | 100%-я DirectX 9.0c-совместимая звуковая карта                                                                   |
| Сеть                 | Для активации игры и мультиплеера необходимо интернет-соединение                                                 | Для активации игры и мультиплеера необходимо интернет-соединение                                                 |
| Устройства ввода     | клавиатура, компьютерная мышь                                                                                    | клавиатура, компьютерная мышь                                                                                    |

Rohan: Blood Feud (англоязычная версия ранее выпущенной игры Rohan Online) — бесплатная многопользовательская ролевая онлайн-игра (MMORPG). Также к игре можно покупать платежные очки, для покупки игровых ресурсов (донат). Первая неделя закрытого бета-тестирования в США началась с 17 марта 2008 года издателем YNK Interactive. Она завершилась неделей закрытого бета-тестирования. Второй тур закрытого бета-тестирования проходил с 3 апреля 2008 по 9 апреля 2008 года, открытое бета-тестирование была запущена 28 мая 2008. Есть и другие версии Rohan Online в Корее, Тайване, Японии, Индонезии и Филиппинах.

## Общая информация
В игре реализованы система PvP, Группы, Штрафы, Строительства Города и другие используемые в MMORPG.

### Система PvP и PK
Начисляются очки за PvP бои. PK допускается, но действует система штрафов. Находясь в группе и далеко от группы, при нападении PK можно вызвать на помощь друзей при нажатии соответствующей кнопки на панели интерфейса.

### Кланы и группы
За успешное управление кланом или группой начисляют очки в виде корон под иконкой персонажа, тем самым увеличивая своё влияние среди друзей и согильдийцев. В начале на первых уровнях в группы могут входить 5 человек, после 10 уровней ещё 5 и так каждый раз, аналогично и с кланом.

### Система строительства города
Процветающие кланы могут строить поселения, тем самым получая с него доход, также охраняя его от нападения врагов.

## Расы и классы персонажей
В игре представлены 7 рас: Человек, Эльф, Полуэльф, Дхан, Драконоборец, Темный Маг и Гигант.
С выходом патча Trinity в игру была добавлена одноимённая новая раса — Тринити, ставшая 8 расой мира Rohan.

## Официальные сайты
- Официальный сайт Rohan: Blood Feud